# Chilly-Mazarin
Chilly-Mazarin è un comune francese di 19 938 abitanti situato nel dipartimento dell'Essonne nella regione dell'Île-de-France.

## Società

### Evoluzione demografica
Abitanti censiti